# Glos Żydowski
Glos Żydowski («Еврейский голос») — польско-еврейский общественно-литературный еженедельник, выходивший в 1906 г. в Варшаве под редакцией И. Давидсона, при участии И. Гринбаума, Баал-Махашавоса, С. Познанского, Ш. Гиршгорна, И. Соколова и других. Выпуск прекратился на 34 номере.
Девиз журнала: «Будущее принадлежит возрожденному еврейству, сознавшему свои права и спаянному сионизмом для борьбы за родину». Журнал стремился быть выразителем радикальной и вместе с тем сионистически настроенной польско-еврейской интеллигенции. Существовали информационный, критический и публицистический разделы, обзор еврейской печати и местной общинной жизни. В литературном отделе были помещены переводы из древнееврейской и идишской беллетристики.